# Luke Humphries
Luke Humphries (Newbury, 11 februari 1995) is een dartsspeler uit Engeland die de toernooien van de PDC speelt. Op 8 oktober 2023 won hij met de World Grand Prix zijn eerste hoofdtoernooi bij die bond. Later dat jaar zegevierde hij ook op de Grand Slam of Darts en Players Championship Finals. Op 3 januari 2024 won hij het PDC World Darts Championship. In juli van dat jaar schreef hij ook de World Matchplay op zijn naam. In 2025 won Humphries de Premier League.

## Carrière
Humphries won vijf toernooien op de PDC Pro Tour 2017. Door dit succes kwalificeerde hij zich voor het PDC World Darts Championship 2018 waar hij in de voorronde verloor van Jeff Smith.
Een jaar later bereikte hij de kwartfinale op het PDC World Darts Championship 2019 door onder andere huidig wereldkampioen Rob Cross uit te schakelen. Hij verloor in deze kwartfinale van Michael Smith.
Weer een jaar later, op het PDC WK van 2020, behaalde Luke opnieuw de kwartfinale. Hij versloeg achtereenvolgens Devon Petersen, Jermaine Wattimena, Nico Kurz en Kim Huybrechts. In de kwartfinale verloor Humphries opnieuw, nu met 3-5 in sets van Peter Wright.

### 2022
Zijn eerste rankingtitel bij de PDC won hij door op 5 februari 2022 Ryan Searle met 8-4 te verslaan in de finale van Players Championship 1.
Op 18 februari 2022 won Humphries een European Tour-toernooi. Hij wist de German Darts Grand Prix 2022 op zijn naam te schrijven, door achtereenvolgens Jeffrey de Zwaan, Michael Smith, Wesley Plaisier, Michael van Gerwen en Martin Lukeman te verslaan.
Niet veel later, op 15 mei 2022, won hij ook zijn tweede Euro Tour-toernooi. Ditmaal wist hij te zegevieren op het Czech Darts Open. Dit deed hij door Martin Lukeman, Dimitri Van den Bergh, Michael van Gerwen, José de Sousa en Rob Cross te verslaan.
Op 22 mei voegde hij daar een derde Euro Tour-toernooi aan toe: de European Darts Grand Prix. Nadat hij Ryan Meikle, Joe Murnan, Brendan Dolan en Peter Wright versloeg, mocht hij het in de finale opnieuw opnemen tegen Rob Cross.
In juli volgde een vierde Euro Tour-titel. Op de European Darts Matchplay versloeg hij Cameron Menzies, Lukas Wenig, Ian White en Stephen Bunting om de finale te bereiken. Daarin nam hij het op tegen Rowby-John Rodriguez. De Oostenrijker stond aanvankelijk 4-0 voor, maar de finale werd uiteindelijk afgerond met een beslissende leg. Rodriguez miste een wedstrijdpijl, waarna Humphries met 8-7 de overwinning greep.

### 2023
Op de World Matchplay 2023 wist hij de halve finale te bereiken, door achtereenvolgens José de Sousa, Dirk van Duijvenbode en Damon Heta te verslaan. Zijn halve finale was tegen Jonny Clayton, waar die hem met 17-15 uit het toernooi speelde.
Met overwinningen op Daryl Gurney, Luke Woodhouse, Peter Wright en Joe Cullen plaatste Humphries zich voor de finale van de World Grand Prix. Het was voor de Engelsman zijn tweede finale op een hoofdtoernooi van de PDC. Gerwyn Price was daarin zijn tegenstander. Hij wist de Welshman met 5-2 te passeren voor zijn eerste major-winst. In de wedstrijd gooide Humphries een maximale finish van 170 en voor de winst wierp hij een 138-finish. Door zijn zege steeg hij van de vijfde naar de vierde plek op de PDC Order of Merit.
Zes weken later won Humphries ook de Grand Slam of Darts en daarmee zijn tweede hoofdtoernooi. In de groepsfase versloeg hij Steve Lennon, Gary Anderson en Dirk van Duijvenbode. Daarna ging hij langs Ryan Searle, Gary Anderson voor een tweede keer en James Wade. In de finale was hij met een uitslag van 16-8 te sterk voor Rob Cross. Op het toernooi gooide Humphries slechts één wedstrijd minder dan honderd gemiddeld.
Door Martin Lukeman, Radosław Szagański, Ryan Searle, James Wade en Ryan Joyce te passeren, bereikte de Engelsman nog diezelfde maand de finale van de Players Championship Finals. Daarin was Humphries met 11-9 te sterk voor Michael van Gerwen, nadat hij aanvankelijk tegen een achterstand van 6-9 aankeek en een negendarter om zijn oren kreeg. Door zijn derde winst op een hoofdtoernooi steeg Humphries naar de derde plek op de PDC Order of Merit.

### 2024
Op het PDC World Darts Championship 2024 versloeg de Engelsman Lee Evans in de tweede ronde, waardoor hij mocht aantreden tegen Ricardo Pietreczko, die hij met 4-3 versloeg na tegen een achterstand van 1-3 te hebben aangekeken. Daarop klopte hij eveneens Joe Cullen met een score van 4-3, nadat Cullen hem op een achterstand van 0-2 had gezet en wedstrijdpijlen miste. In de kwartfinale liet Humphries een gemiddelde van 103,50 noteren, waarmee hij te sterk was voor Dave Chisnall. In de daaropvolgende halve finale passeerde de darter Scott Williams met onder meer een maximale finish van 170, moyenne van 108,74 en uitslag van 6-0. Door op deze wijze de finale te bereiken en het prijzengeld dat daarmee gepaard ging, nam Humphries de eerste plek op de wereldranglijst over van Michael Smith. Hij kroonde zichzelf uiteindelijk op 3 januari tot wereldkampioen door de dan zestien jaar oude Luke Littler met een uitslag van 7-4 te verslaan in de finale.
De German Darts Grand Prix schreef Humphries op zijn naam met een toernooigemiddelde van ruim 107. Hij passeerde Luke Woodhouse (108,68), Ryan Joyce (111,63), Danny Noppert (106,94) en Gerwyn Price (99,93), waarna hij met een moyenne van 112,66 en een uitslag van 8-1 voorbij ging aan Michael van Gerwen in de finale.
In de Premier League werd de debuterende Humphries tweede na zestien speelavonden, waardoor hij naar de play-offs mocht. In de halve finale passeerde hij Michael van Gerwen, waarna de op dat moment 17-jarige en eveneens debuterende Luke Littler in de finale met 11-7 te sterk bleek.
Tijdens de World Cup of Darts, waarop hij debuteerde, kwam Humphries samen met Michael Smith uit voor zijn thuisland. De groepsfase mocht Engeland overslaan. In de knock-outfase ging het tweetal langs de koppels uit Frankrijk, Noord-Ierland en Schotland om de finale te bereiken. Daarin waren Humphries en Smith met een uitslag van 10-6 te sterk voor Rowby-John Rodriguez en Mensur Suljović uit Oostenrijk. De winst betekende een vijfde World Cup-titel voor Engeland.
Ongeveer een maand later won Humphries ook de World Matchplay. Hij bereikte de finale, waarin hij met een uitslag van 18-15 te sterk was voor Michael van Gerwen, door Ricardo Pietreczko, Stephen Bunting, Dimitri Van den Bergh en James Wade te verslaan. Elke wedstrijd op het toernooi gooide Humphries meer dan honderd gemiddeld.
In augustus won Humphries zijn eerste World Series-toernooi. In de finale van de New Zealand Darts Masters passeerde hij Damon Heta.
Als titelverdediger op de World Grand Prix passeerde Humphries Stephen Bunting, Ricardo Pietreczko, Jonny Clayton en Ryan Joyce voor een plek in de finale. Daarin trof hij Mike De Decker. De Belg won van hem met een uitslag van 6-4 voor zijn eerste majortitel. Nog diezelfde maand won Humphries wel het Czech Darts Open. Opnieuw stond hij tegenover een Belg in de finale. Ditmaal was Kim Huybrechts zijn tegenstander. De Engelsman passeerde hem met een uitslag van 8-1.
In november verdedigde Humphries met succes zijn Players Championship Finals-titel. In de finale was hij Luke Littler met 11-7 te slim af. Met de winst steeg Humphries' prijzengeld op de PDC Order of Merit tot een bedrag van 1.804.250,- pond. Geen andere speler had ooit zoveel geld dat gelijktijdig meetelde voor de wereldranglijst.
In december startte Humphries aan zijn poging zijn wereldtitel te verdedigen. In de tweede ronde van het PDC World Darts Championship 2025 versloeg hij Thibault Tricole en in de derde ronde Nick Kenny. Peter Wright zorgde in de vierde ronde voor zijn uitschakeling en voorkwam dus dat Humphries zijn titel verdedigde.

### 2025
Op de Winmau World Masters, die een andere opzet kende dan de voorgaande edities van The Masters, versloeg Humphries  Joe Cullen, Josh Rock, Damon Heta en Danny Noppert om de finale te bereiken. Daarin won hij met een uitslag van 6-5 en een allesbeslissende leg van Jonny Clayton.
Tijdens de Premier League won Humphries drie van de zestien speelronden en ging hij als tweede de play-offs in. In de halve finale daarvan versloeg hij Nathan Aspinall met een uitslag van 10-7, waarna hij in de finale, net als tijdens de editie van 2024, Luke Littler trof. Ditmaal won Humphries, waarmee hij voor het eerst de Premier League-titel greep. Hij passeerde Littler met een uitslag van 11-8.
In juni kende koning Charles een koninklijke onderscheiding toe aan Humphries, die daardoor de titel MBE mag voeren.  Op de World Cup of Darts kwam Humphries uit voor Engeland met Luke Littler. Ze vormden het hoogstgeplaatste koppel en werden in de ronde van de laatste zestien uitgeschakeld door het als zevende geplaatste duo uit Duitsland. Later die maand won Humphries op de World Series de US Darts Masters, waarbij hij Nathan Aspinall versloeg in de finale.

## Resultaten op Wereldkampioenschappen

### PDC
- 2018: Voorronde (verloren van Jeff Smith met 0-2)
- 2019: Kwartfinale (verloren van Michael Smith met 1-5)
- 2020: Kwartfinale (verloren van Peter Wright met 3-5)
- 2021: Laatste 96 (verloren van Paul Lim met 2-3)
- 2022: Kwartfinale (verloren van Gary Anderson met 2-5)
- 2023: Laatste 16 (verloren van Stephen Bunting met 1-4)
- 2024: Winnaar (gewonnen in de finale van Luke Littler met 7-4)
- 2025: Laatste 16 (verloren van Peter Wright met 1-4)

### PDC World Youth Championship
- 2016: Laatste 32 (verloren van Corey Cadby met 3-6)
- 2017: Halve finale (verloren van Dimitri Van den Bergh met 5-6)
- 2018: Laatste 32 (verloren van Callan Rydz met 2-6)
- 2019: Winnaar (gewonnen in de finale van Adam Gawlas met 6-0)

## Resultaten op de World Matchplay
- 2021: Laatste 16 (verloren van Krzysztof Ratajski met 5-11)
- 2022: Laatste 32 (verloren van Nathan Aspinall met 5-10)
- 2023: Halve finale (verloren van Jonny Clayton met 15-17)
- 2024: Winnaar (gewonnen in de finale van Michael van Gerwen met 18-15)
- 2025: Laatste 32 (verloren van Gian van Veen met 8-10)

## Gespeelde finales hoofdtoernooien

### PDC

#### Solo
| Resultaat | Nr. | Jaar | Kampioenschap                | Tegenstander          | Score   | Variant |
| Runner-up | 1.  | 2021 | UK Open                      | James Wade            | 5 – 11  | Legs    |
| Winnaar   | 1.  | 2023 | World Grand Prix             | Gerwyn Price          | 5 – 2   | Sets    |
| Winnaar   | 2.  | 2023 | Grand Slam of Darts          | Rob Cross             | 16 – 8  | Legs    |
| Winnaar   | 3.  | 2023 | Players Championship Finals  | Michael van Gerwen    | 11 – 9  | Legs    |
| Winnaar   | 4.  | 2024 | PDC World Darts Championship | Luke Littler          | 7 – 4   | Sets    |
| Runner-up | 2.  | 2024 | UK Open                      | Dimitri Van den Bergh | 10 – 11 | Legs    |
| Runner-up | 3.  | 2024 | Premier League Darts         | Luke Littler          | 7 – 11  | Legs    |
| Winnaar   | 5.  | 2024 | World Matchplay              | Michael van Gerwen    | 18 – 15 | Legs    |
| Runner-up | 4.  | 2024 | World Grand Prix             | Mike De Decker        | 4 – 6   | Sets    |
| Winnaar   | 6.  | 2024 | Players Championship Finals  | Luke Littler          | 11 – 7  | Legs    |
| Winnaar   | 7.  | 2025 | The Masters                  | Jonny Clayton         | 6 – 5   | Sets    |
| Winnaar   | 8.  | 2025 | Premier League Darts         | Luke Littler          | 11 – 8  | Legs    |

- Wedstrijden worden beslist bij gewonnen legs of sets.

#### Teams
| Resultaat | Nr. | Jaar | Kampioenschap      | Tegenstander                         | Score  | Variant | Teammaat      |
| Winnaar   | 2.  | 2024 | World Cup of Darts | Mensur Suljović Rowby-John Rodriguez | 10 – 6 | Legs    | Michael Smith |

- Wedstrijden worden beslist bij gewonnen legs of sets.